# Malanka
Malanka, tudi Ščedri večir (velikodušni večer), (ukrajinsko Маланка, tudi Щедрий Вечір, Ščedryj Večir) je ukrajinski ljudski praznik, ki se praznuje v noči iz 31. decembra na 1. januar. Danes se praznuje po gregorijanskem koledarju na silvestrovo, včasih pa so ga praznovali 13. januarja, kar ustreza 31. decembru po julijanskem koledarju. Tradicionalno so na malanko od hiše do hiše hodili mladi, ki so bili preoblečeni v like predkrčanskega izvora in jedla se je posebna hrana. Čeprav se je danes praznik spremenil, še ohranja tradiconalne prvine.

## Izvor, ime in regionalne različice
Običaji obiskovanja od hiše do hiše se pojavljajo po vsej Evropi. Na Irskem in v Angliji je podoben običaj mummering, v Nemčiji pa Winterbräuche ali Faslam. V zahodnoslovanskih deželah se pojavljajo običaju zelo podobni malanki, pri običaju obiskovanja na Poljskem se pojavljajo zelo podobni liki, ki so značilni za malanko. 
Malanka izhaja iz pokristjanjenih ljudskih običajev poganskega izvora. Zgodba malanke temelji na hčerki boga stvarnika Praboga, katerega štirje sinovi so bili Veles (»Hudič«), Jarilo (sveti Jurij), Raj (sveti Janez) in Lado oz. Mir. Imel je tudi hči Lado, ki je bila mati Zemlja in je imela dva otroka: sina, imenovanega Luna (tudi Vasil), in hčer »Pomlad-maj«, pozneje imenovana Milanka, ker je bila ljubeča (ukrajinsko мила, latinizirano: myla). V različici mita o Hadu in Perzefoni je Milankin zlobni stric (Veles/Hudič) želel njeno prisotnost v podzemlju in ko je bila nekega dne na lovu, jo je ugrabil. Ko ni bilo Milanke, na Zemlji ni bilo ponovnega rojstva pomladi, dokler ni bila izpuščena in so rože zopet zacvetele in razširilo se je zelenje. Ukrajinci malanko praznujejo kot simbol začetka pomladi. Po drugi teoriji naj bi lik Malanke/Milanke bil povezan s svetnico Melanijo mlajšo, ki je po julijanskem koledarju god praznovala 31. decembra (13. januarja po gregorijanskem koledarju).
Melanka je v večjem delu Ukrajine in Belorusije poznana tudi pod imenom Ščedri večir oz. velikodušni večer. Isto ime pa se tudi uporablja za večer pravoslavne Epifanije (sveti trije kralji) oz. v zahodni Ukrajini Teofanije. V vzhodnoslovanskih jezikih tradicionalni način imenovanja praznikov v božičnem času izhaja iz kutje, tip ritualne kaše. Z božičnim večerom je povezana bagata kutja (brez mlečnih izdelkov), z malanko oz. novim letom pa ščedra kutja (velikodušna kutja), od tu tudi alternativno poimenovanje malanke.
Opisi malanke iz devetnajstega stoletja omenjajo ljudsko igro z likom poimenovanim Malanka. Pogosto omenjajo tudi tradicijo vodenja koze od hiše do hiše za srečo. V nekaterih regijah zahodne Ukrajine in v Romuniji se namesto žive koze uporablja plesalka v kozji koži.

## Ukrajinske tradicije
V nekaterih vaseh Viniške regije na ta dan pripravijo tradicionalne praznične krvavice, ki jih prav tako imenujejo malanka. Pečejo tudi posebne kruhe, ki se imenujejo Malanka in Vasil.
Zjutraj se pripravi druga obredna kutja - ščedra kutja. Za razliko od bagate kutje na božični večer, je narejena iz nepostnih sestavin. Podobno kot za božični večer, je kutja postavljena v kot v hiši, kjer so verske ikone, nasproti peči (podobno kot v Sloveniji »bogkov kot«). Ženske naredijo še palačinke, pirhe in cmoke s sirom, ki jih kasneje podarijo obiskovalcem.
Pri malanki hrana igra zelo pomembno vlogo, saj velja, da se pestrost in obloženost mize odraža v prihajajočem letu. Jedi morajo biti zadovoljive, kuhanje rib pa se šteje za slab znak, saj se lahko zaradi njih sreča »izlije« iz hiše. Nujne so jedi iz svinjine, ker so simbol obilja. Tradicionalno se pripravlja holodec, krvavice, svinjske klobase, versački (pečena svinjina marinirana v pesnem kvasu), salo (sušena svinjska maščoba) itd.
Zvečer in do polnoči se koledniki sprehajajo po vaških hišah. Po izročilu se novoletno koledovanje »malankarja« tako kot božično koledovanje zgodi po sončnem zahodu, ko zavladajo zli duhovi. Najstnice same ali v skupini tečejo k sosedom koledovat in so nagrajene s hrano in sladkarijami.
Na malanko hodijo tudi mladeniči. To se imenuje »vodenje Mаlanke«. V maskah izrekajo dobre želje in zabavajo s smešnimi pesmimi, plesi in skeči. Ena izmed fantov je običajno oblečen v ženska oblačila in se imenuje Melanka.
Po navadi so mladeniči po opravljenem obrednem obhodu naslednje jutro odšli na razpotje, da bi zažgali Did oz. Diduh – snop žita, ki je stal v kotu hiše od božiča – in nato skočili čez ogenj. To naj bi jih očistilo po celonočnem ukvarjanju z zlimi duhovi.

Naslednji dan (na Vasiljevo) gredo mladeniči zjutraj po sončnem vzhodu »sejati žito«. Žito nosijo v rokavici ali vrečki. Najprej obiščejo botre in druge sorodnike ter bližnje, nato sosede. Ko vstopi v hišo, sejalec poseje žito in pozdravi vse z novim letom:
Sejem, sejem, sejem, pozdravljam vas z novim letom!

Sreča in zdravje v novem letu,

naj vaša polja to leto obrodijo boljše kot lansko,

rž, pšenica in vsa žita,

predivo na kupih do strehe v velikih zvitkih.

Bodite zdravi v novem letu in Vasiljevem dnevu!

Bog podari nam to!
Srečo v hišo prinese prvi sejalec, ki vstopi v novem letu. Po ljudskem prepričanju dekleta ne prinašajo sreče, ampak le fantje, zato se ne spodobi, da dekleta hodijo na »setev«.